# NGC 3707
NGC 3707 ist eine elliptische Galaxie vom Hubble-Typ E3 im Sternbild Becher am Südsternhimmel. Sie ist schätzungsweise 232 Millionen Lichtjahre von der Milchstraße entfernt.
Das Objekt wurde am 23. Februar 1878 von Wilhelm Tempel entdeckt.